# 조오지 C. 풀러
조오지 C. 풀러(George C. Fuller)는 미국의 웨스트민스터 신학교의 실천신학 교수와 총장을 하였다. 1984년부터 1991년까지 총장을 역임하였다. 풀러는 미국 장로교회(PCA)이다.
풀러는 하버포드 대학교, 프린스턴 신학교, 웨스트민스터 신학교 및 밥슨 대학교에서 공부하였다. 그는 웨스트민스터 신학교에 오기전에 노쓰웨스턴 칼러지와 리폼드 신학교에서 가르쳤다.